# Emmanuel Delbousquet
Emmanuel Delbousquet, né le 17 avril 1874 à Sos en Lot-et-Garonne où il est mort le 19 mai 1909, est un poète et romancier français. Il consacra sa courte existence à la lande qu’il aimait parcourir à cheval et dont il fit le thème récurrent de ses œuvres, en langue française et en gascon.

## Biographie
Durant son bref séjour à Toulouse, au petit séminaire de l'Esquile, il fonde en 1891 avec Louis Magre et Marc Lafargue la première revue poétique de l’école toulousaine, Les Essais de Jeunes, devenue L'Effort en mars 1896. Il collabore par ailleurs à La France de Bordeaux et au Télégramme de Toulouse.
Conscient d'une renaissance méridionale, le jeune poète fédère autour de lui l'enthousiasme de Joseph Bosc, Jean Viollis, Maurice Magre. De retour à Sos, il s’essaie au roman autobiographique avec Le Reflet, écrit en 1901, mais refuse au dernier moment de publier son œuvre jugée trop maladroite et emphatique. Préférant traduire sa terre, il élabore une écriture à la palette colorée et impressionniste. Soucieux de réalisme, ce travailleur acharné part à la reconquête de la langue des origines et du souvenir, le gascon, sous la houlette de son ami et maître Antonin Perbosc et émaille son œuvre romanesque d’expressions et de termes gascons. Toutefois, il faut attendre la publication posthume de son recueil poétique, Capbat la Lana, par Antonin Perbosc en 1924, pour assister à la naissance du félibre Delbousquet.

## Œuvres
- En les Landes, préface de René Ghil, Melle, 1892
- Le Mazareilh, Paris, 1901
- Margot, Toulouse, 1903
- L'Écarteur, roman, Paris, 1904. Rééd. David Chabas, Capbreton, 1974 ; rééd. Ed. des Régionalismes, 2013.
- Miguette de Cante-Cigale, roman landais, Paris, 1908 ; rééd. Ed. des Régionalismes, 2011.
- Le Chant de la race, poèmes 1893-1907, Paris, 1908
- Contes de la lande gasconne, Paris, 1923 ; rééd. Ed. des Régionalismes, 2016.
- Capbat la Lana, dab un estampèl d'Antonin Perbósc, Auch, 1924
- En Gascogne, Saint-Sever-sur-Adour, 1929
- Le Renard, recueil de nouvelles parues dans La France de Bordeaux de 1905 à 1907, Garein (40420, Labrit) : Éd. Ultreïa, 1990
- Œuvres complètes, Nérac : Amis du Vieux Nérac, 5 vol., 2000-2002

## Hommage
À Toulouse, le chemin Emmanuel-Delbousquet, dans le quartier de Lalande, a été nommé en son hommage, par décision du conseil municipal, le 12 avril 1947. Il existe également une rue à son nom, à Agen, ainsi qu'une place à Sos.

## Sources
- Nathalie Declochez, « L'inceste dans Le Mazareilh de Delbousquet. Provocation ou plaidoyer pour un passé ? », in Bulletin de la Société des Amis du Vieux Nérac, no 27, 1999
- Nathalie Declochez, préface des  Contes, nouvelles et récits de la Lande et de la Gascogne, Amis du Vieux Nérac, 2000
- Nathalie Declochez, « Emmanuel Delbousquet, écrivain impressionniste », in Emmanuel Delbousquet : actes du colloque Gabarret-Sos, 2001, t. V, Amis du Vieux Nérac et Société de Borda, Nérac, 2001
- Hubert Delpont, « Le Mazareilh, ou la vie, l'amour et la mort dans la lande » Bul. Sté de Borda, 1-1999, p. 57-66 ; « La malle aux trésors », présentation de  Contes, nouvelles et récits de la Lande et de la Gascogne, Amis du Vieux Nérac, 2000; « Les bonnes Pousouères », présentation de Le Reflet suivi de trois contes landais, Amis du Vieux Nérac, 2001, 345 p.